# Mongoles en China

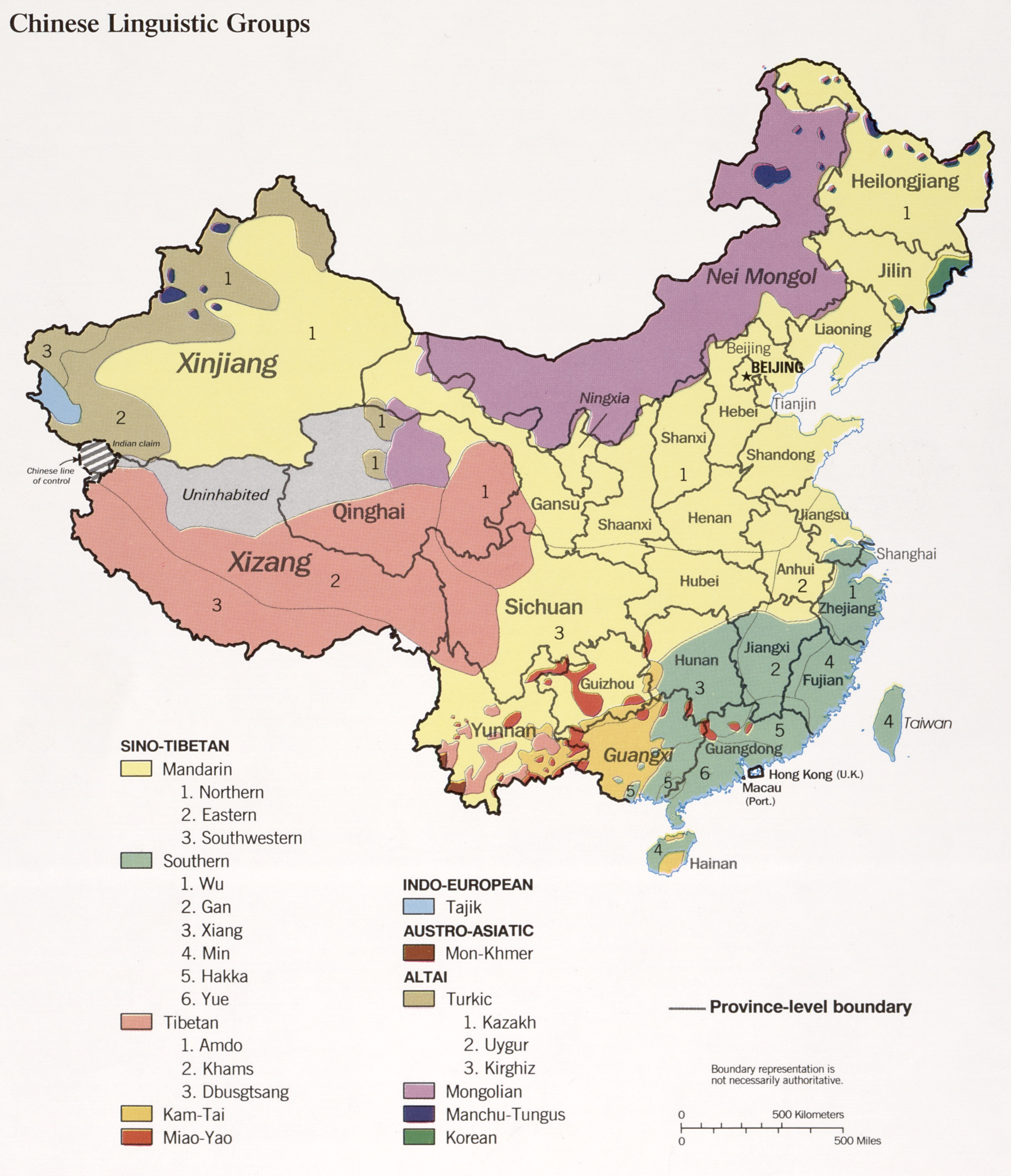
Mapa lingüístico de China.

Los mongoles chinos (en chino, 蒙古族; pinyin, Měnggǔzú) son ciudadanos de la República Popular de China que son de origen étnico mongol. Forman una de las 56 minorías étnicas oficialmente reconocidas por la República Popular de China. Hay aproximadamente 5,8 millones de personas clasificadas como mongoles étnicos que viven en China. La mayoría de ellos viven en Mongolia Interior, el noreste de China o Xinjiang, entre otros lugares. La población mongola en China es más del doble que la del estado soberano de Mongolia.

## Distribución regional
Los mongoles en China están divididos entre regiones autónomas y provincias de la siguiente manera:
- 68.72%: Mongolia Interior
- 2.96%: Jilin
- 2.92%: Hebei
- 2.58%: Región Autónoma Uigur de Sinkiang
- 2.43%: Heilongjiang
- 1.48%: Qinghai
- 1.41%: Henan
- 5.98%: resto de China continental

## Clasificación
China clasifica los diferentes grupos mongoles como buriatos y oirates en la misma categoría individual que los mongoles junto con los mongoles internos. Un grupo étnico no mongólico, los tuvanos también están clasificados como mongoles por China. El idioma oficial utilizado para todos estos mongoles en China es un estándar literario basado en el dialecto chahar del mongol.